# Coralies
Coralies ist eine 2008 gegründete, argentinische Mathcore-Band aus Buenos Aires.

## Geschichte
Die 2008 im Stadtteil Caballito von Buenos Aires gegründete Band besteht aus Sänger Julio Irigoyen, den Gitarristen Leandro Martinez und Leandro Alvarez, dem Bassisten Julio Di Benedetto, dem Keyboarder Germán Mamotiuk sowie Schlagzeuger Ezequiel Freiganés. Die Gruppe wurde unter dem Namen „Coralies Last Kiss“ gegründet. Im Februar 2009 spielte die Gruppe im Rahmen des „Screamo Fest 3“ unter anderem mit Silverstein, Dar Sangre und DENY. Im August desselben Jahres war die Gruppe Vorband von Blessthefall. Bereits im Oktober 2008 spielte Coralies mit Alesana. Im November 2011 war Coralies Vorband der australischen Metalcore-Band Parkway Drive, welche im Rahmen ihrer „South America Tour“ in Buenos Aires spielten. Bereits im Oktober desselben Jahres war die Band Vorgruppe für Bring Me the Horizon. Inzwischen hat die Band ihren Namen in „Coralies“ geändert.
Im März 2012 erschien das Debütalbum MMXII auf dem argentinischen Label Avalancha Producciones. Im April 2012 trat Coralies als Opener für Architects, Whitechapel und The Devil Wears Prada in Buenos Aires auf. The Devil Wears Prada spielten dort im Rahmen ihrer „Dead Throne Tour“. Im September 2012 spielte die Gruppe im Rahmen ihrer MMXII-Tour erstmals im Nachbarland Chile, nämlich in Santiago de Chile und Valparaíso.
Seit 2016 gibt es kein Lebenszeichen der Band mehr.

## Diskografie
- 2012: MMXII (Avalancha Producciones)
- 2014: El capitan de este barco soy yo (Breakdown Records)